# Свети Атанас (нос)
Свети Атанас е географски нос в югоизточната част на град Бяла, област Варна. На носа са открити останки от антична крепост, която е отворена за посетители.

## Наименования
В различни исторически периоди носът се е наричал Лариса, Вича и Свети Атанас. Античният географ и историк Страбон споменава първи за селище с това име, разположено между Навлохос и Одесос. Въпреки това не е известно кое антично селище на ивицата между Обзор и Варна е споменато.
Има няколко хипотези за средновековна крепост с името Вича или Виза на носа, при устието на река Камчия, при Иракли и Галата. В поема на Мануил Фил за похода на византийския пълководец Михаил Тарханиот срещу българския цар Ивайло се споменават Вича, Емона и Козяк. Във формите Lauica, Lauiza, Viza, Visa, Vica крепост, често поставяна над нос Емине, присъства в гръцки и италиански средновековни морски карти от Късното средновековие.
Най-разпространеното наименование на носа и местността е на името на Свети Атанас. Според местна легенда населението се разбунтува. Изпратена е турска войска с кораби, които потъват в буря на Атанасовден. Предполага се, че това е казашко нападение от XVIII век.

## Археологически разкопки
Обектът на нос Свети Атанас е многопластов. Най-ранните находки – каменна и медна брадвички, медни върхове на стрели и шила, са от късния халколит (5 хил. пр.н.е.) или ранната бронзова епоха (края на 4-тото – 3 хил. пр.н.е.).
В югоизточната част на носа са открити 140 култови ями, няколко жертвени огнища и керамични фрагменти от Архаична Гърция. Намерени са и тракийски материали от Класическа до Късноелинистическа епоха. През тракийския период е построена каменна стена с вход и тракийски храм, действал от 4 век пр.н.е. до 1 век.
От римския период са запазени пещ за производство на керамика, фрагменти от бракувани съдове, монети, мраморни статуетки, скулптурни композиции и оброчна плоча или релеф, представяща подвизите на Херакъл.
Обектите от късната античност са най-добре проучени. Открит е пристанищен град, части от крепостна стена, обществена баня, над 40 стопански и жилищни сгради, пещи за керамика и раннохристиянски религиозен комплекс, състоящ се от базилика, две кръщелни и жилище на главния свещеник.
От Средновековието са запазени десетина фрагмента сграфито керамика и няколко монети от XIV – XVII век.